# Molliens-au-Bois Communal Cemetery
Molliens-au-Bois Communal Cemetery is een begraafplaats gelegen in de Franse plaats Molliens-au-Bois (Somme). De militaire graven worden onderhouden door de Commonwealth War Graves Commission.
De begraafplaats telt 6 geïdentificeerde Gemenebest graven uit de Eerste Wereldoorlog.